# Hoboken (Georgia)
Hoboken – miasto w Stanach Zjednoczonych, w stanie Georgia, w hrabstwie Brantley.